# 알도 올리비에리
알도 올리비에리(이탈리아어: Aldo Olivieri ˈaldo oliˈvjɛːri[*]; 1910년 10월 2일, 베네토 주 산 미켈레 엑스트라 ~ 2001년 4월 5일, 토스카나 주 리도 디 카마이오레)는 이탈리아의 전 축구 골키퍼로 1931년부터 1943년까지 활동했으며, 제2차 세계 대전 이후로는 감독을 맡았다.

## 클럽 경력
올리비에리는 베로나 산 미켈레 엑스트라 구 출신이다. 그는 세리에 B에서는 엘라스 베로나 루케세, 그리고 브레시아 소속으로, 세리에 A에서는 토리노 소속으로 활약했다.

## 국가대표팀 경력
올리비에리는 이탈리아 국가대표팀 일원으로 1938년 월드컵 우승을 이끈 주역이었다.

## 경기 방식
대담하고, 화려하며, 운동신경이 뛰어난 수문장으로, 높게 도약하는 올리비에리는 이탈리아의 손꼽히는 정상급 수문장이다. 현역 시절, 그는 빠른 반사 신경, 지능, 그리고 적절한 순간 쇄도하며, 구역 안으로 들어오는 공격수의 수를 예측하기도 하여 마법 고양이(il Gatto Magico)라는 별칭이 붙었다. 그는 빠르게 튀어나가 공을 멀리 쳐내는 데에도 능하다.

## 최후
그는 향년 90세로 리도 디 카마이오레에서 영면에 들었다. 그는 당시까지 살아 있었던 유이한 1938년 월드컵 우승 주역이었다. 가장 마지막에 영면에 든 주역은 수비수였던 피에트로 라바로, 2006년 11월 5일에 눈을 감았다.

## 수상

### 국가대표팀
이탈리아
- 월드컵: 1938